# Mythomantis confusa
Mythomantis confusa es una especie de mantis de la familia Mantidae.

## Distribución geográfica
Se encuentra en Borneo, Java y Sulawesi (Indonesia).